# Cavalerii lui Columb

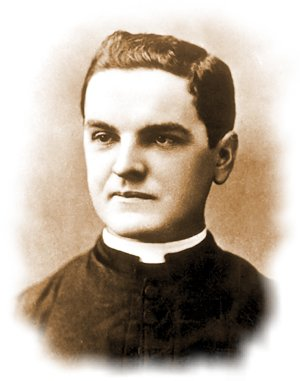
Părintele Michael J. Mc Givney - fondatorul ordinului

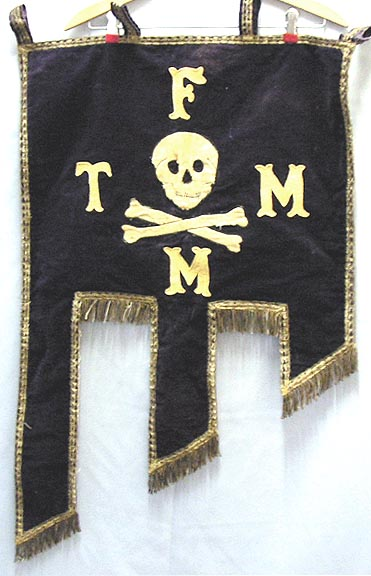

Cavalerii lui Columb este cea mai mare organizație romano-catolică de servicii frățești din lume. Fondată în Statele Unite în 1882, este numită în onoarea lui Cristofor Columb.
Există mai mult de 1,8 milioane de membri în 15.000 de consilii cu aproape 200 de consilii în campusurile universitare. Un membru al organizației trebuie să fie bărbat, catolic, de 18 ani sau mai în vârstă.
Cavalerii lui Columb au fost descriși drept „Francmasonerie adresată catolicilor”.